# Обносов, Пётр Степанович
Пётр Степанович Обносов (1905 — 1983) — советский государственный и политический деятель, 1-й секретарь Ленинабадского областного комитета КП(б) Таджикистана.

## Биография
Родился в 1905 году. Член ВКП(б) с 1932 года.
С 1933 года — на общественной и политической работе. В 1933—1961 гг. — агент государственного рыбного треста, каменщик завода Астрахани, заведующий оргинструкторским отделом Микоянского райисполкома, заведующий Отделом Исполнительного комитета Дангаринского районного Совета, заместитель председателя Исполнительного комитета районного Совета, 2-й, 1-й секретарь Муминабадского районного комитета КП(б) Таджикистана, 1-й секретарь Кулябского районного комитета КП(б) Таджикистана, заведующий Сельскохозяйственным отделом ЦК КП(б) Таджикистана, секретарь, заместитель секретаря ЦК КП(б) Таджикистана по животноводству, 2-й секретарь Сталинабадского областного комитета КП(б) Таджикистана, 1-й секретарь Ленинабадского областного комитета КП(б) Таджикистана, заместитель председателя СМ Таджикской ССР, 2-й секретарь ЦК КП(б) — КП Таджикистана.
Избирался депутатом Верховного Совета СССР 3-го, 4-го, 5-го созывов.
Умер в Душанбе в 1983 году.